# اسکای‌استار ایرویز
اسکای‌استار ایرویز (انگلیسی: SkyStar Airways) شرکت هواپیمایی تایلندی است، که در سال ۲۰۰۵ تأسیس شد.